# معركة صرب صنديغي
صرب صنديغي هي غزوة ليلية مفاجئة قامت بها قوات عثمانية بقيادة حاجي إيل بك على وحدات صربية كانت موجودة على ضفاف نهر ماريتزا على بعد 15 كيلو متر من مدينة أدرنة. حدثت المعركة في عام 1364 بين قوات الجيش العثماني وجيش صربي كان مدعوماً بصليبيين كان قد أرسلهم البابا. دمّر العثمانيون الجيش الصربي، وهو السّبب الذي جعل المعركة تعرف باسم «صرب صنديغي» وتعني دمار الصرب. كانت المعركة هي المحاولة الأولى لطرد العثمانيين من البلقان وذلك بعقد تحالف عسكري.

## تسمية «صرب صنديغي»
في التركية القديمة تعني كلمة (صنديك) «دمار»، من هنا تعني (صرب صنديغي) دمار الصرب أو «طريق الصرب» وهي ترمز للخسائر التي لحقت بالجنود الصرب في المعركة. من ناحية أخرى، هذه المعركة حدثت في قرية ساراياكبينار بالقرب من أدرنة، والتسمية القديمة للقرية هي «صرب صنديغي».[بحاجة لمصدر]

## الخلط والتوضيح
- بالعودة لبعض المصادر، هذه المعركة ومعركة ماريتزا هما نفس المعركة.
- بحسب مصادر تركية، صرب صنديغي ومعركة ماريتزا هما معركتان منفصلتان[3]، وتقول المصادر أيضاً بأنّ خسارة الصّرب كانت من الأسباب الرئيسية لمعركة ماريتزا، حيث حاول الصرب الانتقام في بداية المعركة. حدثت معركة ماريتزا في أورمينيو، اليونان، بينما حدثت هذه المعركة في قرية ساراياكبينار في تركيا، ولأن قريتي أورمينيو وساراياكبينار تقعان على ضفاف نهر ماريتزا حدث هذا اللبس في المعركتين. ولهذا السبب، بعض المصادر تستعمل مصطلح «المعركة الأولى (لماريتزا)» لوصف صرب صنديغي، ومصطلح «المعركة الثانية (لماريتزا)» لوصف معركة ماريتزا. يختلف القادة في المعركتين سابقتي الذكر؛ ففي معركة ماريتزا، قاد الجيش العثماني القائد لالا شاهين باشا، بينما في صرب صنديغي، كان القائد حاجي إيل بك هو قائد القوات العثمانية.
- وفي بعض المصادر الأخرى، كان هنالك معركتين كبرتين في عامي 1364 و1371، إلا أن صرب صنديغي كانت هي نفسها معركة ماريتزا، وكانت صرب صنديغي تسمى باسمٍ آخر غير هذا الاسم.[2]